# Méailles
Méailles é uma comuna francesa na região administrativa da Provença-Alpes-Costa Azul, no departamento dos Alpes da Alta Provença. Estende-se por uma área de 32,74 km². Em 2010 a comuna tinha 120 habitantes (densidade: 3,7 hab./km²).